# Austrozephyrus absolon
Austrozephyrus absolon är en fjärilsart som beskrevs av William Chapman Hewitson 1865. Austrozephyrus absolon ingår i släktet Austrozephyrus och familjen juvelvingar. Inga underarter finns listade i Catalogue of Life.

## Bildgalleri

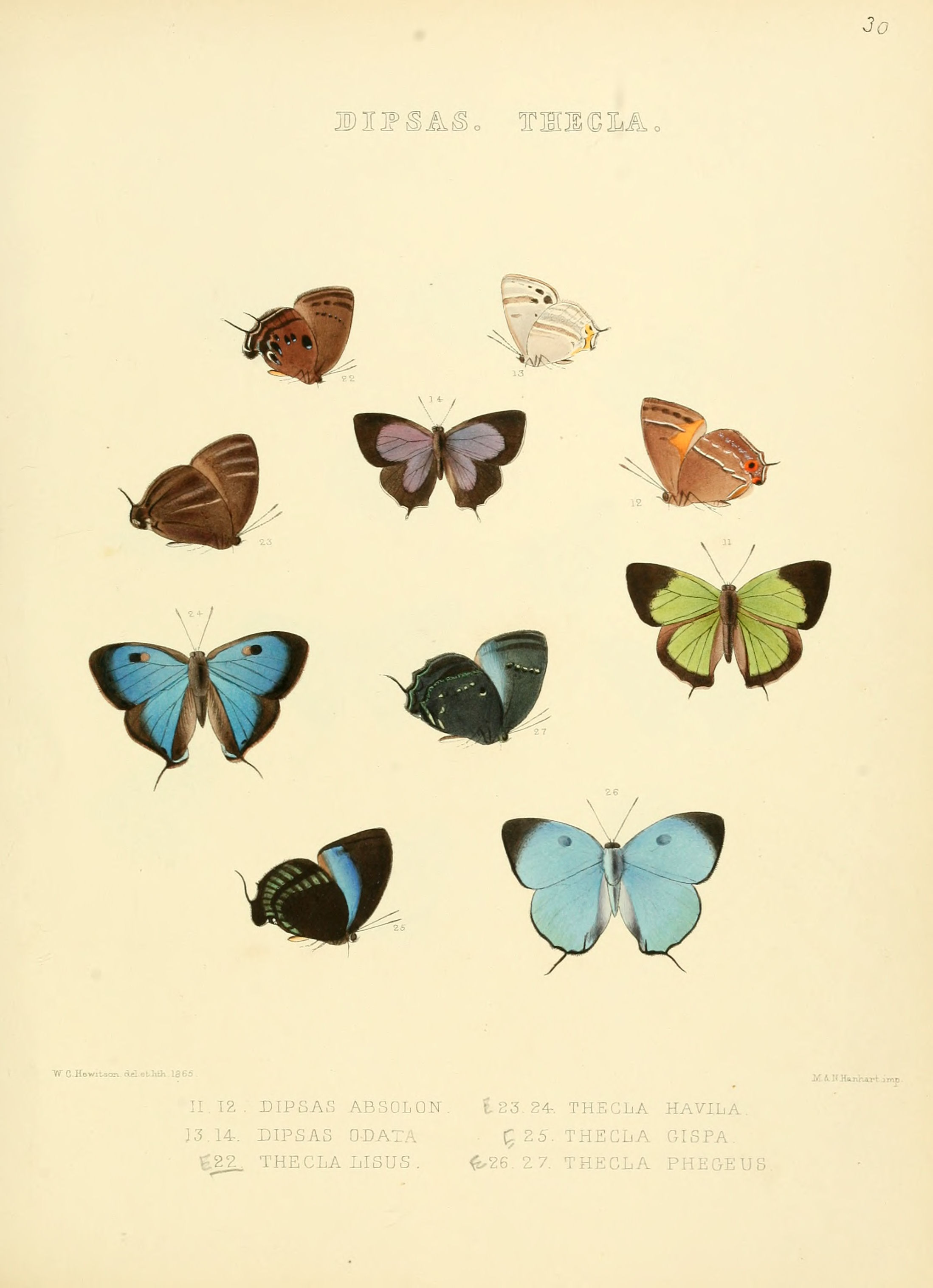